# Kanton Sallanches
Sallanches is een kanton van het Franse departement Haute-Savoie. Kanton Sallanches maakt deel uit van het Arrondissement Bonneville en telt 32.061 inwoners in 2018.

## Gemeenten
Het kanton Sallanches omvatte tot 2014 de volgende 7 gemeenten:
- Combloux
- Cordon
- Demi-Quartier
- Domancy
- Megève
- Praz-sur-Arly
- Sallanches (hoofdplaats)

Bij de herindeling van de kantons door het decreet van 13 februari 2014, met uitwerking op 22 maart 2015, zijn daar de 2 volgende gemeenten aan toegevoegd.
- Arâches-la-Frasse
- Magland